# Stage (album de David Bowie)
Pour les articles homonymes, voir Stage (homonymie).
Albums de David Bowie
"Heroes"
(1977) Lodger
(1979)
Singles
1. Breaking Glass
Sortie : 17 novembre 1978

Stage est un album en concert de David Bowie enregistré et sorti en 1978.

## Historique
L'album illustre la tournée mondiale Isolar II, avec des extraits de quatre concerts donnés sur le sol américain : ceux des 28 et 29 avril au Spectrum de Philadelphie, celui du 5 mai au Providence Civic Center, Providence et celui du 6 mai au Boston Garden de Boston.
Il comprend principalement des chansons issues des trois derniers albums de Bowie parus à l'époque : Station to Station, Low et "Heroes". The Rise and Fall of Ziggy Stardust and the Spiders from Mars est également bien représenté, avec cinq titres.

## Titres
Toutes les chansons sont de David Bowie, sauf indication contraire.

### Album original
| 1. | Hang On to Yourself | 3:26 |
| 2. | Ziggy Stardust      | 3:32 |
| 3. | Five Years          | 3:58 |
| 4. | Soul Love           | 2:55 |
| 5. | Star                | 2:31 |

| 6. | Station to Station |                                         | 8:55 |
| 7. | Fame               | David Bowie, Carlos Alomar, John Lennon | 4:06 |
| 8. | TVC 15             |                                         | 4:37 |

| 9.  | Warszawa       | David Bowie, Brian Eno                   | 6:50 |
| 10. | Speed of Life  |                                          | 2:44 |
| 11. | Art Decade     |                                          | 3:10 |
| 12. | Sense of Doubt |                                          | 3:13 |
| 13. | Breaking Glass | David Bowie, Dennis Davis, George Murray | 3:28 |

| 14. | "Heroes"             | David Bowie, Brian Eno | 6:19 |
| 15. | What in the World    |                        | 4:24 |
| 16. | Blackout             |                        | 4:01 |
| 17. | Beauty and the Beast |                        | 5:08 |

### Réédition de 2005
La réédition de Stage parue chez EMI en 2005 réarrange les chansons dans l'ordre dans lequel elles étaient jouées sur scènes et en inclut trois de plus par rapport à l'album original : Be My Wife, Alabama Song et Stay.
| 1.  | Warszawa             | David Bowie, Brian Eno                   | 6:50 |
| 2.  | "Heroes"             | David Bowie, Brian Eno                   | 6:19 |
| 3.  | What in the World    |                                          | 4:24 |
| 4.  | Be My Wife (inédite) |                                          | 2:35 |
| 5.  | Blackout             |                                          | 4:01 |
| 6.  | Sense of Doubt       |                                          | 3:13 |
| 7.  | Speed of Life        |                                          | 2:44 |
| 8.  | Breaking Glass       | David Bowie, Dennis Davis, George Murray | 3:28 |
| 9.  | Beauty and the Beast |                                          | 5:08 |
| 10. | Fame                 | David Bowie, Carlos Alomar, John Lennon  | 4:06 |

| 1.  | Five Years             |                            | 3:58 |
| 2.  | Soul Love              |                            | 2:55 |
| 3.  | Star                   |                            | 2:31 |
| 4.  | Hang On to Yourself    |                            | 3:26 |
| 5.  | Ziggy Stardust         |                            | 3:32 |
| 6.  | Art Decade             |                            | 3:10 |
| 7.  | Alabama Song (inédite) | Bertolt Brecht, Kurt Weill | 4:00 |
| 8.  | Station to Station     |                            | 8:55 |
| 9.  | Stay (inédite)         |                            | 7:17 |
| 10. | TVC 15                 |                            | 4:37 |

## Musiciens
- David Bowie : chant, claviers
- Carlos Alomar : guitare rythmique, chœurs
- Adrian Belew : guitare solo, chœurs
- George Murray : basse, chœurs
- Simon House : violon
- Sean Mayes : piano, cordes, chœurs
- Roger Powell : synthétiseurs, claviers, chœurs
- Dennis Davis : batterie